# Щокін Станіслав Миколайович
Станіслав Миколайович Щокін (нар. 1 травня 1977, Полтава, Українська РСР) — український актор театру, кіно та дубляжу.

## Життєпис
Народився 1 травня 1977 року у місті Полтава.
1998 року закінчив театральний факультет (акторське відділення кафедри театру ляльок) Харківський державний університет мистецтв імені Івана Котляревського.
У 2016 році закінчив Київський національний університет театру, кіно і телебачення імені Івана Карпенка-Карого за спеціальністю режисура театру ляльок.
З 1998 по 1999 працював ведучим новин у редакції телевізійної інформації у Харкові. У період 2001—2011 років грав у Київському театрі маріонеток.

## Творчість

### Ролі в театрі
Київський театр маріонеток
- 2002 — «Дім, який побудував Свіфт» Григорія Горіна; реж. Михайло Яремчук — Флім, Нєкто, Суддя Бігз[2][3]
- 2007 — «Макбет» за однойменною п'єсою Вільяма Шекспіра; реж. Михайло Яремчук — Банко
- 2019 — «Modern-vertep» за п’єсою «Хто боїться Вірджинії Вульф?» Едварда Олбі; реж. Ігор Задніпряний — Нік
- «Зоопарк» за п’єсою «Що сталося в Зоопарку[en]» Едварда Олбі; реж. Ігор Задніпряний — Джері

### Фільмографія
- 2006 — Таємниця «Святого Патрика» — епізод
- 2007 — Смерть шпигунам! — епізод
- 2008 — Тато напрокат — міліціонер
- 2008 — Повернення Мухтара 4 (68 серія «Заручник почуттів») — Волобуєв
- 2009 — Третього не дано — унтерштурмфюрер
- 2009 — Свати-2 — лікар
- 2009 — Ще один шанс — Гнат
- 2009 — Повернення Мухтара-5 — Артем / Вадим (29 серія «Чиста містика»), «Шоу з продовженням» (45 серія) — Федір Зуєв
- 2010 — Сусіди — Борис, чоловік Жені
- 2010 — Паршиві вівці — Вольф
- 2011 — Балада про Бомбера — Юркін
- 2011—2013 — Таксі
- 2012 — Щасливий квиток — Шультке, асистент Райзена
- 2012 — Перевертень у погонах — Одинцов
- 2012 — Лист очікування — епізод
- 2012 — Жіночий лікар (34 серія «Хлопчик чи дівчинка») — Михайло Богданов, чоловік Анни
- 2012 — Брат за брата-2 — Сергій Петрович Бобров, рейдер
- 2013 — Шулер — Олег Анатолійович, лікар (в титрах Стас Щокін)
- 2013 — Звичайна справа — чоловік з пінчером
- 2013 — Метелики — Сергій Олексійович, лікар у Прип'яті
- 2013 — Креденс — альтист
- 2013 — F63.9 Хвороба кохання — пацієнт
- 2014 — Пізнай мене, якщо зможеш — епізод
- 2014 — Швидка допомога  (16 серія) — Володимир Боженов
- 2014 — Особиста справа — Олег Курочкін, розкрадач
- 2014 — Лабіринти долі — епізод
- 2016 — Центральна лікарня — чоловік Нюші, йог і сироїд
- 2016 — Одинак — Палій
- 2016 — Будинок на холодному ключі — лікар в лікарні
- 2017 — Хороший хлопець — епізод
- 2017 — Щастя за договором — лікар
- 2017 — Зрадник - Кондрашов
- 2017 — Слуга народу-2. Від любові до імпічменту — Ігор Тищенко, хірург
- 2017 — Полуда — помічник Райхеля
- 2017 — Не можу забути тебе — Сергій, конструктор
- 2017 — Невиправні — Антон Мінок
- 2017 — Ментівські війни. Одеса (Фільм 5 «Жесть») — Олександр Шапіро, опер Київського райвідділу
- 2018 — Соломонове рішення — адвокат
- 2018 — За правом любові — Томаш
- 2018 — Опер за викликом (10 серія «Лабораторні щури») — Агім
- 2018 — Один в полі воїн — фельдфебель
- 2018 — Рік собаки — свідок ДТП (в титрах не зазначений)
- 2018 — Вірити і чекати — Аркадій
- 2018 — Благими намірами — експерт
- 2018 — Ангеліна — епізод
- 2019 — Чорний ворон — агітатор
- 2019 — Мама моєї доньки — працівник соціальної служби
- 2020 — Мати Апостолів — Орк Малахін
- 2020 — Сага — Отто

#### Ролі в відеоіграх
- S.T.A.L.K.E.R. 2: Серце Чорнобиля — Фауст (зовнішність) [джерело?]